# Domovik

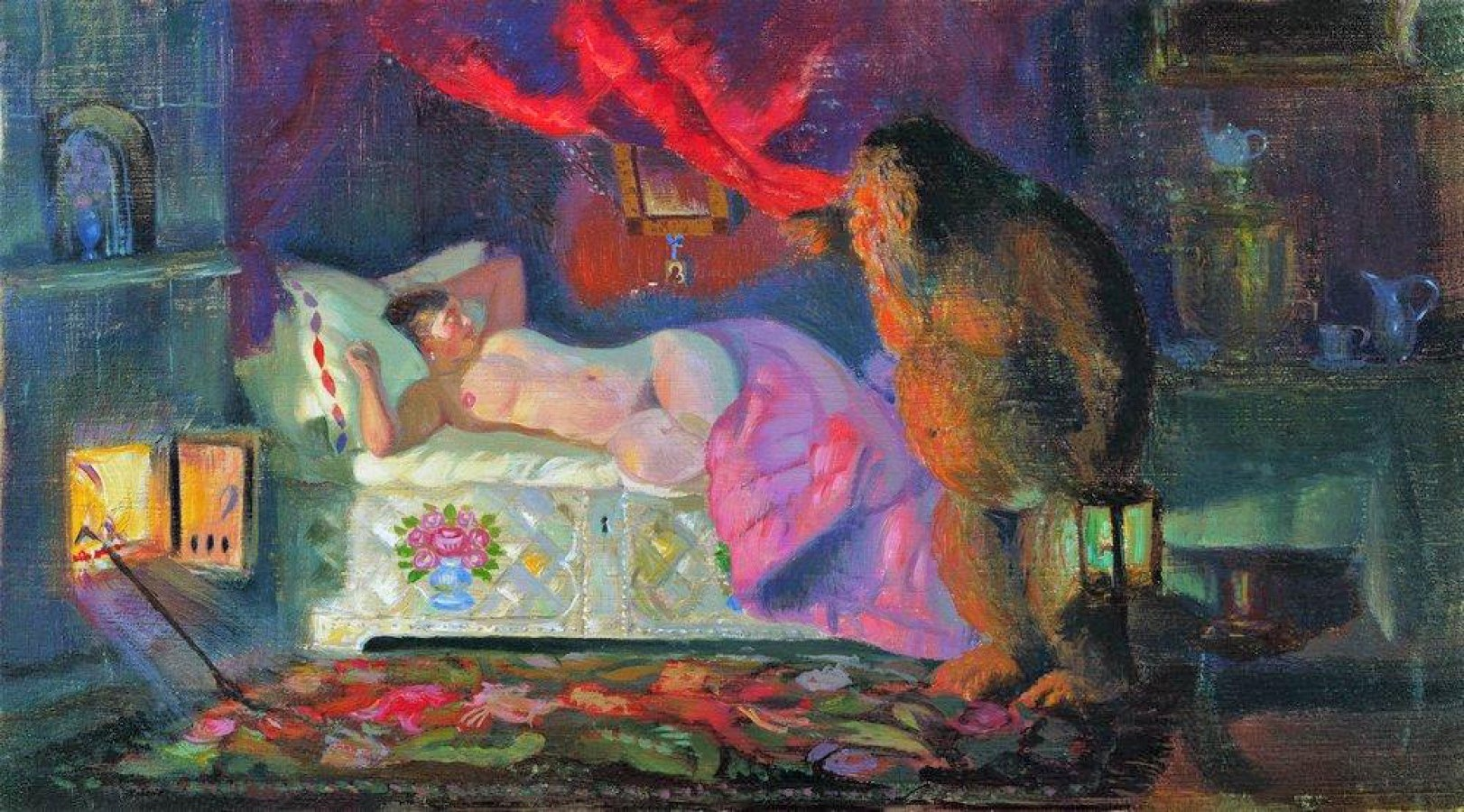
La mujer del mercader y Domovói. Cuadro de Borís Kustódiev, 1922.

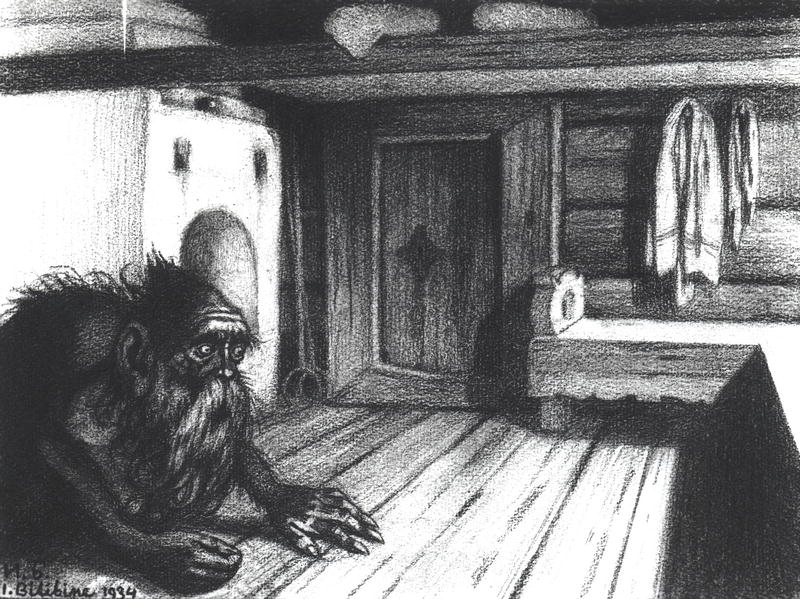
Domovói. Dibujo de Iván Bilibin, 1934.

Domovói (ruso: Домово́й, Domovói) o Domovik (ucraniano: Домови́к, Domovik) es la deidad del hogar, que cuida de la vida de toda la familia que vive en la casa.
Literalmente significa el espíritu de la casa en el folclore eslavo.

## Cristianismo
Con la abolición del paganismo el año 988 (véase Cristianización de la Rus de Kiev), el cristianismo lo convierte en un ente negativo. También se considera que en los tiempos primitivos el Domovói era el dios del fuego del hogar, y probablemente dios benévolo que se oponía al diablo.
En la cristiandad el Domovói adquiere una apariencia esquiva, y se empieza a percibir como una fuerza impura y que puede ser dañina en la casa. Se convierte en la fuente de problemas y confusiones domésticas. 
No se han conservado nombres especiales para los dioses Domovói, pero algunos de ellos parecen ser Chur (Чур), Tsur (Цур) y Pek (Пек). Son voces que originan las palabras eslavas orientales de seguridad, peligro.

## Características del Domovói
En Ucrania se considera al Domovik como el espíritu que vive al lado del fuego, defiende a la familia pero su disgusto trae mala suerte y el gafe al hogar.
Se dice que el Domovik parece un niño con pies de cabra, pantalones rojos y sombrero en forma de cuerno con un tubo largo.
Los Domovóis (la forma plural correcta en ruso es Domovýie) son masculinos, pequeños, muchas veces están totalmente cubiertos de pelo. De acuerdo con algunas tradiciones, el Domovói toma el aspecto de los actuales o antiguos habitantes de la casa, y tiene una barba gris, unas veces con cola, otra con cuernos. 
En algunas leyendas se dice haber visto al dueño de la casa en el jardín, aunque de hecho estuviese el dueño real dormido en su cama. En algunas tradiciones lo describen como un perro o un gato, pero la descripción más extendida no es esta.
No le gustan los espejos ni la gente que duerme cerca de las puertas. A veces se oye, por la noche, como hace algunos trabajos de la casa. La gente respeta a Domovik, y cuando alguien habla de él, le llaman respetuosamente abuelo o dueño.

## Tradición ucraniana
En la tradición ucraniana se considera el Domovik como un reputado antepasado de la familia, con aspecto bonachón, que remarca el carácter de comodidad y bienestar. Los campesinos creían en él, viviendo el Domovik en los rescoldos de las chimeneas, ayudando a las personas en el manejo de la casa. Hay leyendas en las que los habitantes obtenían Domoviký para ellos mismos: tomando un pequeño huevo de gallina, colocarlo debajo de un ratón, y llevarlo durante 9 días. Al décimo día, el nuevo Domovik será un sirviente de la voluntad del dueño de la casa, se llevará a los demonios que acechan a los niños y los quemará en una vieja estufa.
La tradición dice que toda casa tiene un Domovik. No se convierte en demonio a menos que se le disguste con un mal mantenimiento de la casa, un lenguaje soez o descuidado. Se ve al Domovik como el guardián de la casa, y que algunas veces ayuda con pequeñas reparaciones. Tradicionalmente se le trata como un miembro de la familia, aunque ninguno le vea, y se le dejan regalos por la noche, como leche y galletas en la cocina.

## Ritos para atraer, mantener, echar o llevarse un Domovói
Para atraer al Domovói, se sale fuera de la vivienda vistiendo las mejores ropas, y se dice en voz alta Dédushka Dobrojot (benévolo abuelo), por favor entra en mi casa y ayuda a los tuyos. Para librarse de un Domovói rival, hay que golpear las paredes con un haz, gritando abuelo Domovói, ayúdame a echar el intruso. En caso de mudanza, se dice ¡Domovói, Domovói, no permanezcas aquí y ven con nuestra familia!
Cuando una nueva casa es construida, la tradición polaca atrae un Domovói colocando un trozo de pan debajo de la estufa o cocina, mientras que en la tradición rusa se invita al antiguo Domovói de la casa que ha acompañado a la familia con el ofrecimiento de una bota vieja como lugar para alojarse en la casa nueva. En la tradición ucraniana, cuando una familia cambia de casa, dicen que la última noche antes de cambiarse, hay que dar a Domovik de comer y beber, y pedirle que vaya con todos a la nueva vivienda, ya que la economía doméstica depende de él.
Un pan salado envuelto en una tela blanca sirve apara apaciguar al espíritu, y la colocación de un lino blanco y limpio en la habitación, es una invitación a que coma con la familia. Colgar botas viejas en el patio, es otra forma de honrarlo.

## Lugar de alojamiento
El lugar favorito para vivir estos espíritus es debajo de la puerta o debajo de la estufa o cocina. El centro de la casa es su dominio también. El domovói mantiene la paz y el orden, y disfruta con una casa bien ordenada. Los campesinos lo alimentan por la noche como pago a la protección de su casa.

## Creencias populares sobre el Domovói
El Domovói era también un oráculo, y su conducta podía indicar o prevenir sobre el futuro. El Domovói le tiraría del pelo a la mujer para prevenirla de un hombre cruel. Aullaría o gemiría para advertir de los problemas que vienen. Si el Domovói se deja ver, es un anuncio de una muerte, y si solloza, se dice que habrá una muerte en la familia. Si se ríe, se esperan buenos tiempos, si frota un peine, habrá una boda en el futuro. 
El Domovói tiene además un lado más malicioso. Aunque cuando uno posee un Domovói, se le considera un aliado, el Domovói de una casa vecina trae infelicidad. El folclore ruso dice que el Domovói puede molestar a los caballos en el establo toda la noche, así como robar grano al vecino para alimentar sus propios caballos. También el Domovói puede hacerse amigo de otro, y se dice que para organizar ruidosas veladas invernales. 

### El Domovói y los animales
La tradición indica que en la casa permanecen únicamente los animales que el Domovói quiere, atormentando a los que rechaza. 
En invierno vive al lado de la estufa, pero si el dueño tiene caballos o cuadra pasa el invierno allí. Si le gusta el caballo, le cuidará, le hará trenzas de su crin y rabo, le dará comida y si no le gusta lo hará sufrir (a veces hasta puede matarlo).

### Manifestaciones del Domovói
Si el Domovói se vuelve infeliz, le juega malas pasadas a los miembros de la casa. Esto incluye el movimiento de pequeños objetos, rotura de platos, ensuciando con pequeñas manchas de barro, causando el crujido de las paredes de la casa, golpeando ollas o gimiendo. Si la familia puede determinar la causa del descontento del Domovói, pueden rectificar la situación volviendo las cosas a la situación normal. En caso contrario, la actuación del espíritu se incrementará en intensidad. Lo habitual es que la familia viva en armonía con el espíritu, y no ocurran problemas.
Si quiere a alguien le hace trenzas en el pelo y si tiene antipatía le da pellizcos, hasta cardenales. También puede asustar por la noche, se echa encima de la persona, mientras esta duerme y empieza a apretarla.

## La leyenda del bebé del Domovik
La tradición dice que cuando se escucha llorar a un bebé, pero no hay bebés en casa, lo que se está escuchando es al bebé de Domovik. En este caso, hay que cubrir el sitio del que sale la voz con un pañuelo y la madre del niño te dará respuesta a cualquier pregunta, con tal de que quites el pañuelo a su hijo.

## Domovói en la época soviética
Después de la Revolución de Octubre, los bolcheviques organizaron una campaña de organización de los “Comités de la Vivienda” (algo como una Comunidad de Vecinos), en todas las casas de apartamentos. Esto generó comentarios siendo el “Comité Domovói” (Comité de la vivienda) referido como “el comité de los Domovóis”.

## Variaciones de su nombre
- bielorruso: Дамавiк (damavik)
- búlgaro: Стопанин (stopanyn)
- croata: Domaći
- checo: Dědek
- polaco: Domowoj, domowik
- ruso: Домовой (domovói)
- serbio: Домаћи (domaći)
- esloveno: Domovoj
- eslovaco: Domovik
- ucraniano: Домовик (domovyk)

## Repercusión en la Cultura Popular
- en el juego de cartas Cabals:The Card Game, Domovói es una de las cartas jugables.
- En Artemis Fowl, Domovói es el nombre del fiel guardaespaldas de Artemis, conocido solo como "Butler". Su nombre completo es Domovoi Butler. Su nombre completo es revelado en el libro tres.
- En el juego de PC Quest for Glory IV: Shadows of Darkness, un Domovoi se ve envuelto en una de las búsquedas secundarias necesarias para completar el juego y solo se le encuentra cuando es de noche y en la posada.
- En un episodio de la serie de dibujos animados  The Real Ghostbusters. Domoviye aparece en "The Spirit of Aunt Lois",
- En la serie de juegos de PS2 Shadow Hearts, el Domovoi aparece como un monstruo.
- En el juego de PS2 Culdcept y su secuela para Xbox 360, Culdcept Saga, Domovoi es una carta de monstruo jugable. Y tiene la habilidad de escudar a otras criaturas de recibir daño de hechizos.
- En el MMORPG Final Fantasy XI Domoviye es visto como una lucha de jefe opcional, "Burning Circle Notorious Monster".
- Un Domovoi aparece en la miniserie de cómics Hellboy: Darkness Calls, de (2008) hecho por Mike Mignola y Duncan Fegredo. El habita una casa que ha quedado desierta al irse sus ocupantes.
- Domoviye o Domaći aparece en la popular historia croata de Ivana Brlić-Mažuranić (Šuma Striborova).
- En "Cambios", una novela de la serie de novelas The Dresden Files por Jim Butcher, el hada de los dientes, un Polevoi o Menudo, es confundido con un Domovoi por Sanya el soldado ruso de la cruz.
- La bailarina Karina Smirnoff explicaba en un episodio de la serie por cable Celebrity Ghost Stories de The Biography Channel que ella cree que fue atacada de pequeña por el Domovoi de la casa de una amiga cuando ella intentó dormir en una habitación que pertenecía al tío perdido de su amiga.
- En el juego social Ravenwood Fair, de Lolapps, Inc. El Domovoi es un Personaje no jugador que trata de incordiar y retrasar al jugador.
- En el juego "Super scribblenaut" puede invocarse desde el cuaderno.
- En el show, "Russian Dolls", a Diana y a Anastasia se les dice que hay un Domovoi en su apartamento.
- En el libro de Jaime Alfonso Sandoval "Las dos muertes de Lina Posada" los domovoi son poderosos espíritus guardianes además de tener diferentes funciones como mover escaleras y calentar calderas.

## Literatura
- E. Levkiévskaya (Е. Левкиевская). El Domovói en las presentaciones eslavas (Домовой в представлениях славян) // Antigüedades Eslavas (Славянские древности). Diccionario etnolingüístico dirigido por N. Tostói Tomo 2. Moscú, 1999, con. 120-124 (en ruso)

1. ↑  S. Plachina. Словник давньоукраїнської міфології. (Diccionario de mitología protoucraniana) - Capítulo 23
2. ↑   I. Nechuy-Levinskiy
3. ↑  Metropolitano Ilarión (Митрополит Іларіон). Creencias precristianas (Дохристиянські вірування) – С.125

- Datos: Q1657782
- Multimedia: Domovyk / Q1657782